# Cliff Durant
Russell Clifford „Cliff” Durant (ur. 26 listopada 1890 we Flint, zm. 30 października 1937 w Beverly Hills) – amerykański kierowca wyścigowy.

## Kariera
W swojej karierze Durant startował głównie w Stanach Zjednoczonych w mistrzostwach AAA Championship Car oraz towarzyszącym mistrzostwom słynnym wyścigu Indianapolis 500, będącym w latach 1923–1930 jednym z wyścigów Grandes Épreuves. W trzecim sezonie startów, w 1917 roku dwukrotnie stawał na podium. Z dorobkiem 308 punktów został sklasyfikowany na dziewiątej pozycji w klasyfikacji generalnej. Rok później na podium stawał trzykrotnie, w tym dwukrotnie na jego najwyższym stopniu. Uzbierane 230 punktu dało mu piąte miejsce w klasyfikacji mistrzostw. W sezonie 1919 w mistrzostwach AAA był siódmy, odnosząc zwycięstwo w jednym z wyścigów i trzykrotnie stając na podium. Do czołówki Amerykanin powrócił w 1923 roku, kiedy w Indy 500 był siódmy i w mistrzostwach uzbierał łącznie 42 punkty. Dało mu to czternaste miejsce w końcowej klasyfikacji kierowców. Rok później został sklasyfikowany na 23 pozycji.